# Eduard Maria Balcells

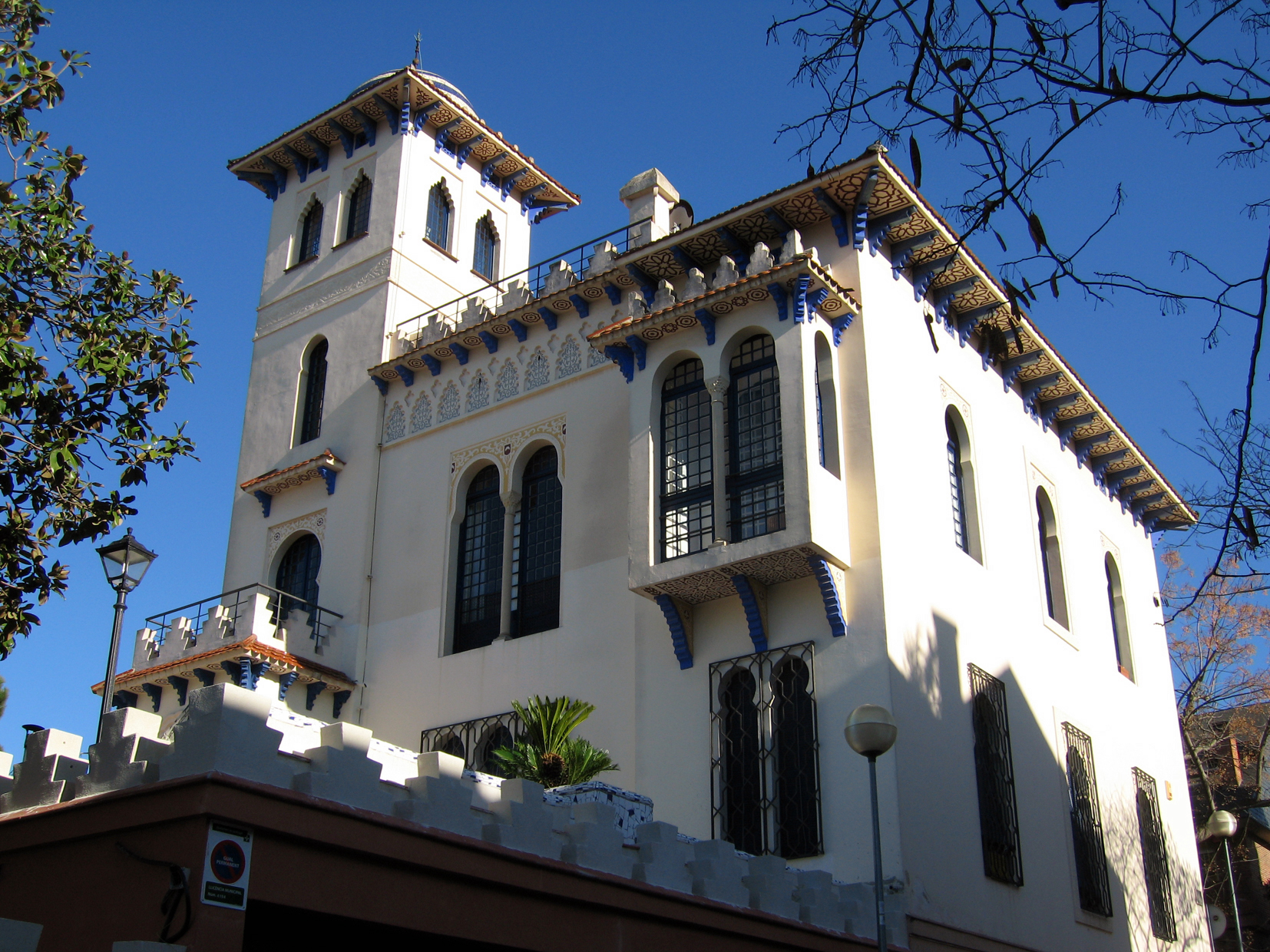
La casa Generalife en San Cugat del Vallés.

Eduard Maria Balcells i Buïgas (Barcelona, 1877 – 1965) fue un arquitecto español que se sitúa a caballo entre el modernismo y otros estilos arquitectónicos de la época.

## Carrera
Fue arquitecto municipal de Sardañola del Vallés desde el año 1905, pero se pueden encontrar trabajos suyos en diferentes ciudades de la zona del Vallés. Entre sus obras realizadas con los patrones del modernismo en San Cugat del Vallés se pueden destacar: la casa Lluch, al principio de la carretera de la Rabassada, la casa Mir, la casa Calado, la casa Generalife y la casa Monès, más conocida como casa Mònaco.
Entre sus familiares estaba su cuñado Ferran Cels que también era arquitecto.